# 撲殺天使ドクロちゃん
『撲殺天使ドクロちゃん』（ぼくさつてんしドクロちゃん）は、おかゆまさきによるライトノベルシリーズ、またはこれを原作としたメディアミックス作品である。初出は電撃hpVolume.20（2002年11月10日発行）で、書籍版は電撃文庫（メディアワークス）より2003年6月から2007年10月まで刊行された。イラストはとりしもが担当している。なお、ライトノベルには暁真奈によるイラストも収録されている。

## 概要
おかゆまさきのデビュー作であり、2001年の第2回電撃hp短編小説賞で第2次審査まで残ったのちに「電撃hp」20号に掲載された。
『このライトノベルがすごい！』作品部門では2005年版で9位を獲得しているほか、2008年10月時点でシリーズ累計部数は110万部を記録している。

## あらすじ
普通の中学2年生である草壁桜（以降「桜」）の机の引き出しから突然現れた天使・ドクロちゃん。桜を想うがあまり魔法のアイテム「エスカリボルグ」で撲殺してしまい、その度に謎の擬音（魔法？）「ぴぴるぴるぴるぴぴるぴ〜♪」によって復活させる愛と涙の血みどろ物語。

## 登場人物
※担当声優は、アニメ版 / 2004年発売のドラマCD版の順。なお、声優名が1名の場合は2004年発売のドラマCD版には登場しなかったことを示す。

### 草壁家
草壁桜（くさかべ さくら）
声 - 高木礼子 / 桑島法子
本作の主人公。将来、「ロリコンの世界」を作る研究を行い女性の外見年齢を12歳で止め、副作用として不老不死になる技術を開発する、そのため「天使による神域厳戒会議（ルルティエ）」にカミサマの領域に近づく人間と選定され命を狙われる。
静希と2人でつけているという設定で実は彼が1人でつけている「一人交換日記」を楽しんでいる。その妄想日記のおかげか、国語の成績は比較的優秀であり、短歌を即興で作り上げることができる特技がある。またクラスメイトからはドクロと同居していることを理由に襲撃されることもある。アイマスクを付けることにより、脱衣枕投げ（着弾部位の衣服を剥ぎ取る）においては無敵の紳士「夜仮面」に変身。なお本人は否定しているが、ザクロに「おにいちゃん」と呼ばれて変に反応したり、他校の女子生徒に先輩と呼ばれてドキリとしたりなど、既にロリコンの気質が見え隠れしている。クラスメイトの男子からの視線が妙に冷たかったり、女子からも「やっぱり桜くんてロリコンだったんだ……」と言われたりするのはこのせいでもある。普段はドクロに酷い目に遭わされることが多いが、彼女が原因でエッチな目にもあったりする。
本命は静希だが、夢の中で結婚相手に僅かに南さんを期待したり、妄想でザクロと結婚していたりするなど、静希以外の女性に対しても好意を持っている。
ドクロにより全校放送で、エロ本を「机の一番大きな引き出しの広辞苑のケースの中」に隠しており、好きなエロビデオのジャンルは「ちっちゃくて見た目が幼い女優さん」「特に細い鎖骨のラインにはぐっと来るものがある」ということが晒されている。
得意科目は理科（生物）でテストの点数はいつも100点を取っている。美術は苦手で「がんばったで賞」すらもらえたことが無い。だが、幼稚園の頃に描いた母親の顔をモデルとした絵が様々な絵画展をまわり、中学2年生の時にようやく手元に戻ってくるほどの出来だった。しかしなぜかタイトルは「ブラックホール」だった。体育はマット運動が得意（特に開脚前転）。また、本人曰く将棋のルールもあやふやらしい。
興奮が一定値を超えると体の穴から変な液体、通称「桜汁」を排出し、奇声を発したり意味不明な言葉を言ったりするが、自分の名前を呼んでもらったり殴られたりすると正気に戻る。
星座はてんびん座。
ドクロちゃん（三塚井ドクロ、ドクロリル・ジャスティリア）（みつかい ドクロ）
声 - 千葉紗子 / 堀江由衣
天使の世界の名門「ジャスティリア家」の令嬢で本名は「ドクロリル・ジャスティリア」（本人はすっかり忘れていた）。
本来は草壁桜を抹殺するために机の中から来た未来の天使だが、桜の部屋の押し入れに居ついてしまう。
「撲殺バット エスカリボルグ（ニッケル合金製）」を持ち感情が高ぶるとこれで桜を撲殺（たまに狙いがはずれてサバトに当たることがある）する。身長153cm。B85・W52・H81というナイスバディをもつ（漫画ではB85・W52・H76）（原作1巻の自己紹介ではB81・W52・H78）。一人称は「ボク」。
星座は獅子座。
観念的な存在であるため、体重や身長は増加・減少をしない。また、同じ理由で普通の人には見えないハルちゃんや幽霊などを見ることができる。
ルルティエの刺客から桜を守り、そのうえで桜に勉強させないで、未来で薬を開発させないようにしながら、時には桜を撲殺・誘惑しつつ毎日を楽しく過ごしている。撲殺した後は復活の呪文で瞬時に元通りにする（本人曰く桜への「愛」らしい）。頭上に浮かぶ天使の輪っかは日本刀の切れ味で、外れるとキャラクターが変わるほど激しい下痢を催す。アニメでは目と身長と声以外老婆のような姿になる。エスカリボルグ一振りで桜をバラバラにしてしまうほか、桜が死にかけるほど強く抱きしめる、手刀で蛇口を切り裂く、素手の水鉄砲で岩や大木を破壊する、枕を投げるとニードルガンのようにバラバラになるなど、人間とは比べ物にならないほどのパワーを秘める。
自分で設立した「木工ボンド部」の部長を務めており部員はドクロと桜とサバトの3人（特例としてザクロも一時期活動をしていた）。好きなものはどら焼き、赤いウインナー、マヨネーズ。どら焼きはカスタードなどが入ったものは嫌いだが、中のあんこをとって皮だけ食べる行動も行なう。酔うとネコ耳が生えて性格までネコとなる。美術は少なくとも桜よりは得意で「ナメック星」を髣髴とさせる風景画を作り上げた。OVA版の監督が同じことから、アニメ『ケメコデラックス!』の第7話に（イズミのコスプレだが）登場している。さらに声優がドクロ・葵の双方とも同じ千葉紗子であることから、登場時に「ぴぴるぴ〜」と発言している。
『このライトノベルがすごい！』女性キャラクター部門では2005年版で1位を獲得している。
ザクロちゃん（三塚井ザクロ、ザクロ・ジャスティリア）
声 - 渡辺明乃 / 柚木涼香
ドクロの妹。ドクロと同じく「ジャスティリア家」の令嬢。
白い軍服に身を包み、「殺人濡れタオル エッケルザクス」 とウサギの形のポシェットを持つ。また、左目に眼帯のようなものを着けている。姿は外見年齢19歳に見える長身の大人だが、実年齢および精神年齢は9歳となっている。
誰に対しても敬語を使用するなど、ドクロと異なり非常に礼儀正しく大人びた性格の持ち主だが、年齢故の子供らしい無知さや無邪気さを見せることもたまにある。お風呂に一人で入るのも怖いらしい。酔うとドクロと同じくネコ耳が生えるが性格はほぼ変わらない。後に桜に恋心を抱き、悩むことになる。第2期アニメ版では第2話から桜のことを意識している描写となっている。
桜くん抹殺命令を妨害するドクロを連れ戻すためにやってきた。ドクロを未来へ連れ帰り、桜からドクロに関する記憶を消す。しかしドクロが脱走、サバトの妨害により失敗。桜の処分が保留となった後は、彼を監視するために姉共々草壁家に居候している。
星座は水瓶座。
草壁武
桜の父親。最近おなかが出てきたらしい。妻のあけみとは高校時代の同級生。ドクロに札束で頬を叩かれて彼女の居候を許可した。ドクロたち天使が来てからというもの、妻とともに外出することが多くなった。作中で今年で39歳になると発言している。
草壁あけみ
声 - 堀越真己
桜の母親。旧姓：菊池。夫の武とは高校時代の同級生。女の子が欲しかったらしくザクロが来た時にはとても喜んでいた。ドクロたち天使が来てからというもの、夫とともに外出することが多くなった。

### ルルティエ・スーヴェリージュ関連（天使による神域戒厳会議）
サバトちゃん（三橋檎サバト）（みはしご サバト）
声 - 釘宮理恵 / 國府田マリ子
桜くん抹殺命令を受けルルティエから派遣された天使。羊のようなまき角を生やしている。ドクロに負けず劣らずのナイスバディー。原作では目の下に酷い隈がある設定だが、アニメ版では踏襲されていない。「超電磁スタンロッド ドゥリンダルテ」 を使う。とにかくドジで何かというと失敗が多く桜くん抹殺という任務も果たすことができないままルルティエに見捨てられてしまった。極貧のうえ、河川敷のダンボールハウス住まい(一巻以降はアバランチ公園の段ボールハウス)で日々の食事にもこと欠く苦労人。
星座はおひつじ座。
桜が変装した白いビニール袋の人から貰う食玩フィギュア集めが趣味。たこ焼き屋でバイトをしている（外側は焦げているが中身がまだ粉というある意味プロでも作れないたこ焼きの技術を得た）。
桜抹殺のため聖ゲルニカ学園に侵入した際に使用した制服を着用している。また、桜との接触時に「ガードが甘いとよく言われる」と発言している。
バベルちゃん
声 - 大原さやか
ルルティエの議長を務める、サバトの母。猛牛のような角を生やしている。目は触れたらきれそうなほど切れ長で匂いたつような艶やかさと有無を言わせぬ迫力を併せ持つ。
任務を果たせなかったサバトに帰還命令を下し、彼女が仲良くしていた桜の家に自ら挨拶に訪れたこともある。「封獄聖堂 ルルネルグ」をはじめとする魔法武器「黒七星（セブンレイブン）」を持つ。ルルティエ通信には彼女の四コマ漫画が掲載されている。
ザンス
声 - 飛田展男 / 西脇保
未来からきた天使。大量のピアスとピンク色のモヒカン、パンクロッカーのような出で立ちがトレードマーク。一応ドクロの仲間。作中で唯一の男性の天使。作中ではロリコンとされている。
性格的には三枚目。しかし本人はそれを気にする素振りは全くなし。他の登場人物たちからは非常にぞんざいな（特に桜にバイオレンスな）扱いを受けている。ルルネルグから脱出できた伝説の天使である。その後バベルによってルルネルグに監禁された。美少女アニメばかり見ていたため未来からやってきた青いネコ型ロボットの存在を知らない。
なお3巻以降はキャノン砲みたいなカメラを持って現れることもしばしば。日常での一人称は「ミィ」だが書面に書く場合の一人称は「わたくし」。よく「その時ザンス！」と叫びなんの前触れもなく登場し、桜に迎撃される。
星座はさそり座。
ベノムちゃん（虚ヰベノム）（うつろい ベノム）
声 - 出野明日香
ゲームオリジナルキャラクター。漫画版にも登場した。「天使による人員点呼および健康保全機構（スーヴェリージュ）」に所属している天使。ドクロたち天使の健康診断のためにやってきた。非常に真面目な性格で、任務にも忠実。ただ、腰の壺「ポイズン蠱毒壺ミーミング」（中は猛毒と3匹の戦友）に手を突っ込む癖があり、その手は毒手（本人自覚なし）になっている。小説７巻で光の桜出現に困った桜は彼女に相談しようとするが、小説版に登場していないという理由から相談できなかった。
光の桜くん
ルルティエが桜の存在を消すために送り込んだ、未来において罪を犯さない「完璧な草壁桜」。桜と区別するために南により命名される。
好物は田辺の作ったクッキー。西田と泊りがけでチェスをする約束をしていた。桜よりも優しく、クラスメイトの心を理解していてクラスメイトに本物と認められるたびに桜の体は透けていってしまう。
彼は不完全な草壁桜の存在を上書きし、自分が代わりに未来を生きるために桜とクラスメイトたちの絆を奪おうとし後述の「輝け第一回 ドキドキ★どっちが本当の桜くんか ゲームin昼休み」にて勝利し（実はクラスメイトを伽繰白昼夢エルクスナウトで洗脳し操作していたことが判明）、桜の存在を消滅させる。
しかし桜が復活したことで形勢は変わり、「完全な草壁桜」という長所を逆手に取られ「廊下を奇声をあげながら走る」「桜汁を排出する」などの奇行までも桜よりも優れていると判断され桜がマシという結論に達し信頼を失い始め、最後はドクロのエスカリボルグによる一撃をかわしてしまったことでその信頼は完全に失われた。
最後は無残に体中に皹を入れながら消滅することとなった。
ダチュラ
ドクロの友人で、裸体に深緑のボディペイントを施しただけの姿をしたツインテールの少女。
一人称も含め、人の名前を最初の二文字をとって「○○の字」と呼ぶ。
神に仕える天使の身でありながら神の領域に侵入しようとする「喜悦の天使連盟（テイル・ナ・ローグ）」の一人。
ゼブル
ダチュラとともに現れた鎧に身を包んだ蜂蜜色の髪の天使。
ドクロの友人だが、少し苦手のようで、「お前とは風呂に入らないと誓った」と言うようになにかトラウマを持っている。
他の女性天使と比べてスタイルはあまり良くなくそれを気にしている。
以前、ドクロと同じくパンドラの言葉が示した抹殺対象の少年、「鏑木湊」のもとに現れたことがあり。桜とドクロのように親交を深めた彼女らだったが、最終的にルルティエの命令に逆らうことができず、湊を始末せざるを得なくなってしまった。結果、抹殺時に躊躇してしまったために湊の命は助かったものの両腕に大きな障害が残ってしまった。
それによりルルティエを憎むようになり、神に仕える天使の身でありながら神の領域に侵入しようとする「喜悦の天使連盟（テイル・ナ・ローグ）」となり、世界の巻き戻しを図ろうとする。
鎧に身を包んでいると言っても防御のためのものではなく力をセーブするためのもの。現に桜曰く鎧を着けていても「五分の四裸」（付けていないと「八分の七裸」）らしい。
ビスク
バベルの補佐役の天使。コバルトブルーの髪で、患者服を着用している。アルターボリアの中で、桜に修業を付けさせた。変装が得意。
イデア
ルルティエの副議長で、ゼブルとダチュラの直属の上司。ヘクスフレームに囲まれた大玉ころがしの玉ほどの大きさを持つ水晶に入っている。自分の言葉を発することは無く、水晶体の表面に文字を映し出して意思疎通を行なう。
ムクロ
ドクロ、ザクロの母親。バベルによればドクロと一緒にいれば、「ドクロが二人いるようなもの」らしい。
本名はムクロディル・ジャスティリア。
ブラッシュ（2009年8月にケービィが名前をつけ、2010年に載せられる小説Usip Symphonyで登場）
バベル、ビスクとともに現れたギロチンブレードを持ち、チャイナ服を身にまとったケモノ耳の天使。

### 二年A組
桜の所属しているクラスのメンバー
石田轟
出席番号一番。こっくりさんで桜への返答が「なめなめ」と出た時に絶句していた。
岩倉
出席番号二番。裸の付き合いが苦手（その割には脱衣まくら投げに参加している）。文房具屋の跡取りで、最近導入した紙相撲専用用紙「スモウ・ホワイト」がクラスで注目されている。
「山手線の発車ベルCD全集」というCDの理解者がいなくて悩んでいた。
梅沢くん
声 - 伊丸岡篤
鍼灸の医者の息子。華奢だけど力持ち。
遠藤
出席番号四番。実家はスーパーマーケット。
木下優太朗
出席番号五番。体が弱く修学旅行にも行けない危険があったがクラスメイトの熱い友情にて行くことができた。
しかし桜と一緒の係になるためにドクロによってエゾ鹿に変えられてしまう。エゾ鹿となってからは不安要素だった体の病弱さもなくなり元気に駆け回り、他人のプリントなどをも食べる。
木村
出席番号六番。保健委員のエース。夜仮面の力で寝癖が直った。佐々木と一緒に学祭の二人三脚に出場。コンビ名は「ササキムラ」（桜命名）。趣味は盆栽と短歌。
草壁桜
詳しくは上記。
佐々木玲介
声 - 奥田啓人
愛称「サッキー」。寝具の店のボスの息子。随時随所で流れ出すことができる便利な鼻血「レッド・ホット・チリ・ペッパーズ」を持つ。桜や西田とは違う小学校だった。
須藤
出席番号九番。
田中
出席番号十番。掲示係。夜仮面の力で肌がすべすべになった。修学旅行中の風呂場にてドクロと一条の声を聞き分けた。
マヨネイ・サーガでは朱雀の門から現れ「さまようタナカ」となりサバトちゃんと戦った。
西田昭典
声 - 宮島史年
ソプラノボイスで音楽は得意らしい。
クリスマスプレゼント交換会で桜とプレゼント交換することになってしまったことがきっかけで縁ができ、しかも彼のプレゼントも12歳の時に使っていた物だったことから、それ以来クラスメイトから桜とのゲイ関係を噂されている。
当人もその気があるらしく、学級新聞で桜の個人情報を取り上げたり、神輿で桜へ痴漢行為を行うなどした疑惑が持たれている。
当初は、風呂場で体を見る、歌に想いを乗せるなど控えめなものだったが、後に桜の体操服やハンカチを盗む、さらには桜への痴漢行為など、ストーリーの進行に伴い行動が大胆かつ犯罪性に富んだものになってきている。また、桜の夢の中にウエディングドレスを着用し登場していた。
松永
声 - 立花慎之介
出席番号十二番。学級委員。
ドクロの魔法の最初の犠牲者で、最初は山崎先生によってドクロの隣の席になるはずだった。しかしドクロによって猿に変身させられる。しかし難しい数式を解いたりリコーダーで校歌を演奏したりとその技能は失われていない。
星座はいて座。
宮本広志
声 - 保村真
出席番号十三番。野球部のエースピッチャー（のちにキャプテン）。以前は桜とは大親友だったが、ドクロがやってきてからは桜がロリコンの気があると見て距離を置き始めている。女子からの人気は高い。
マネージャーの沼田先輩から好意を持たれていたが、静希と桜の仲立ち（加えてドクロの破壊的行動）を切っ掛けとしてひそかに彼に思いを寄せていた小野ちえりと付き合うようになる。
山本
出席番号十四番。木村と仲がいい。
吉田伸夫
演 - 田中さんちのぐーちゃん
出席番号十五番。
林間学校での肝試しの相手を決めるくじ引きでドクロの相手になったが、ドクロによって柴犬に変身させられた。演じていたぐーちゃんは、老犬でおとなしく、怒った顔を撮影するのに苦労したとのこと。
ルードヴィッヒ・増田
声 - 田中伸幸
出席番号十六番。交換留学生。西田とペアになり校歌をリコーダーで演奏した。
渡辺
出席番号十七番。
西田以外で「桜くん」と呼ぶ数少ない男子。
青木さん
出席番号十八番。桜の隣の席にいたが、ドクロの転入と共に存在が無かったことにされてしまう。ピンクの外ハネ気味な髪をしている。
阿部さん
出席番号十九番。実家は両親が経営する「手作りスイーツの店 マリーアントワネット」。女性が結婚できる最低年齢を桜が「12歳」と答えた時には頬を染めて照れていた。
一条さん
出席番号二十番。演劇部。修学旅行の風呂場でドクロに絡んだ。静希とペアになり校歌をリコーダーで演奏した。少し憂いのある声。
神山さん
出席番号二十一番。漫画版では静希にリボンを作ってあげるなど器用な人物。宮本とちえりの恋愛関係を確信していた。
小島さん
出席番号二十二番。
柴崎さん
出席番号二十三番。バレー部。宮本とちえりが恋愛関係にあるかを疑っていたり桜とドクロの関係も疑問に思っていた。
鈴木さん
出席番号二十四番。
田辺さん
声 - 黒河奈美
吹奏楽部所属。南さんと仲が良く、かなりの毒舌家。南と一緒の時の毒舌の破壊力はすさまじく桜もタジタジ。得意科目は数学で、フェルマーの最終定理をすぐさま桜へ問わせる。南の意中の異性を知っており応援している。酔うと笑い上戸になり、読心術にも長けている。
星座はいて座。
中沢さん
出席番号二十六番。梅沢に好意を持っている。南の好きな異性を知りたがっている。
野中さん
出席番号二十七番。
穂坂さん
出席番号二十八番。水泳部。静希が着やせする体質だと知っている。また、桜と静希が一緒にいるのを見て「にひひ」と笑うなど互いの好意を知っている様子。元気のいいボーイッシュな声。
三塚井ドクロ
詳しくは上記。
水上静希
声 - 川澄綾子 / 相沢舞
桜の幼馴染。成績優秀・品行方正な図書委員。所属している陸上部でも大会で好成績を収めている優等生。桜が密かに思いを寄せているが、普段は彼女から桜へ好意を持つような素振りはあまり見せない。ただし原作7巻で自らは参加できなかった沖縄旅行から桜たちが空港に帰ってくるのを迎えにいくシーンで今までにあった桜との思い出を回想している（林間学校で助けてもらって嬉しかった、修学旅行で同じ宿でドキドキしたなどなど、また沖縄旅行も楽しみにしていた模様）こと、また原作8巻の夏祭りの際には酔った勢いではあったものの、中学生になってからは桜が自分と距離を置いてしまっているように感じすごく寂しいことや彼女のほうから桜に近づきキスを迫るような素振りを見せる。実は彼女も桜のことが好きであると考えられる（彼女曰く思っていることを伝えるのは苦手とのこと）。天使関係のトラブルでは桜の次に多く巻き込まれている。得意科目は国語。彼女とドクロの体が入れ替わった時、ドクロにしてみれば彼女の体は「すごくすっきりしている」らしい。
星座は乙女座。
ドクロと体が入れ替わったとき、ドクロが元の自分の体にあらぬ行動をしようとしたとき、ドクロと同様に桜を撲殺した。
光の桜出現にクラスメイト中唯一戸惑いを見せる。委員会の仕事で「どっちが本当の桜くんか」に参加することができなかったが、ドクロと同じく彼女も本物の桜を信じ続けた。
南さん
声 - 高木礼子
吹奏楽部所属。常に冷静で表情も乏しく桜に対してもよく毒舌を吐いたりする。
本編4巻のおまけの星占いによると双子座らしい。
得意科目は英語。弁当箱におかずの代わりにおはぎがぎっしりと入っていたりするなど理解しがたい言動が多い。酔うと物まねをする。ハスキーボイスの姉（本名は南菜月猿山商事に勤める長女）がいる。
石垣島で2人っきりになった際には、幼い頃に優しくしてくれていた近所のお兄さんに似ている桜に好意を持っていたことを告白したりしている（ドクロに妨害されたので桜は告白に気付いていない）。
桜と2人っきりになれば心の内を語ったりもするが第三者がかかわるとありもしないことを捏造する。
物語が進むにつれツンデレキャラが濃くなり、後半はヒロインらしく描かれることが多くなった。
宮下さん
出席番号三十二番。
毛利さん
出席番号三十三番。
山口さん
出席番号三十四番。
弥生さん
出席番号三十五番。
吉本さん
出席番号三十六番。
李さん
出席番号三十七番。転校生。
山崎先生
声 - 森田成一
フルネームは山崎ひかる。二年A組担任の体育教師で3歳の子持ち。ドクロが「木工ボンド部」を結成する際には、半ば強制的に創部許可証に血判を押され顧問にされてしまう。また木工ボンド部の合宿名目で家庭科実習室に泊り込む際には、同様に血で手形を押させられ、ごり押し的に許可させられている。
その創部許可証には彼の涙がついている。
本編での挿絵ではいかつい中年だが、アニメ・漫画など登場メディアごとに姿が異なる。

### その他登場人物
小野ちえり
声 - 能登麻美子
聖ゲルニカ学園の生徒で、桜や静希とは同い年だが別のクラスに所属。眼鏡がよく似合う優等生。静希と同じ図書委員。性格はやや引っ込み思案で大人しく、ドクロの冗談を真面目に解釈してしまうなど一途な性格の持ち主。しかし強度の妄想癖があり、鼻血を出すこともしばしば。宮本に恋していたのを知った静希と桜の仲立ち（加えてドクロの破壊的行動）を切っ掛けとして宮本と恋人関係になった。酔うと泣き上戸になる。桜以外で両親が登場している唯一の人物。
星座はうお座。
敏感一郎
声 - 岩田光央
ドクロちゃんの愛読書「びんかんサラリーマン」の主人公。世界一敏感な体の持ち主。猿山商事勤務のごく普通のサラリーマン。「ナツメ祭り」で彼のお面が売っていたりしている。ご先祖の名は「びんかん侍（本名・敏ノ進）」。般若の面を体中に装着している二刀流の侍。
また、一部の巻では彼を主人公とした作品も掲載されている。
ミケランジェロ高校の不良
盗んだバイクでの登下校が日常と噂されるミケランジェロ高校に所属する通称サングラス・ソリボウズ・前歯・あごひげ・ポンパドールによって構成されている五人組の不良。ソリボウズは醤油についての知識がとてもすごい。ターゲットにした気弱そうな少年をザクロによって助けられてからは彼女を「姐さん」と慕い、その影響で桜自身も慕われている。学園祭を手伝うなど柄に合わない好意も進んで行なう。祭りになるとはしゃいでしまう。
たこ焼き屋のおやっさん
桜の知り合い。顔に傷跡があり、ドクロにはいつ会っても怯えられる。しかしたこ焼き自体は美味しく評判である。毎回話の途中で、舎弟のサブに呼ばれてどこかに行ってしまい帰ってくるとなぜかいつも血まみれになっている。サバトはたまにここで働いている。聖ゲルニカ中学のOB。
沼田春奈
声 - 生天目仁美
聖ゲルニカ中学の3年生でありミス・ゲルニカ三位を獲得している
野球部のマネージャーで後輩の宮本に好意を持っていた。しかし彼氏持ちである。ドクロの破壊的行為の巻き添えを食らって真っ先に宮本を庇うが、結局ちえりちゃんに押し切られる。
臓物丸
声 - 下屋則子
本名：ライル。ミニチュアダックスフント。飼い主の倉木（一年B組）のもとから逃げ出して車に轢かれそうになったところをドクロに救われ、臓物丸という名前を付けられた。結局臓物丸は倉木の許に帰ってくるが、その後も機会あるごとに会っている。
星座はおうし座。
弓島千佳
サルバドール・ダリ中の1年生の女の子。弓道部である。五巻の目次欄でその姿が登場。弓島だけに弓道部だとよく笑われるが自分の名前を笑わない桜を「先輩」と慕う。
ハルちゃん
グロリアス川周辺に生える桜の古木に宿る精霊。古めかしい衣装を着た少女。桜と、観念的な存在である天使にしかその姿を確認できない。
原作9巻では光の桜により一度は消えてしまった桜を励まし現世に復活させるのを手伝った。
モコ
白い長髪で大きなヘラと白猫のぬいぐるみを持ち、赤い帽子・黄色い服を着た木工ボンドの妖精。桜はなぜか最初に死神と見間違う。
モコの挿絵は「しにがみのバラッド。」の原画を担当している七草が描いている。
ハルやゆがふ同様、一度は消えてしまった桜を励まし現世に復活させるのを手伝った。
ゆがふ
沖縄にいる謎の少女。見た目は静希に似ているが年齢は幼く少々肌が焼けている。また男の子のような口調で話し、いつも子猫を連れている。原作では「甘露」なるスポーツドリンクを桜からもらったお礼にハブに襲撃された彼と南を救出し、脱出経路を教え「ニライカナイの鍵」という貝のある場所まで案内するなど重要な役割を果たす。

## 行事・娯楽
魁！ドッチボール
木工ボンド部設立時にクラスメイトが体育の時間にやっていた、バレーボールではなく重たくて大きいバスケットボールで行う殺人ドッジボール。
クリスマス会
二年A組教室によって行なわれたクリスマス会。サバトを加えたクラス全員が参加した。大工職人の息子、松尾によって作られたダーツでプレゼント交換が行なわれた。
脱衣まくら投げ
2チームに分かれて争われるまくら投げ。さらに追加ルールとしてまくらの着弾箇所の衣服を脱ぎ捨てなければならないセリエA方式。このゲームは女子禁制である。「夜仮面」こと草壁桜はこのゲームでは無類の強さを見せ付ける（逆に宮本は全裸になる直前だった）。
ゴセロ
ドクロが考案した五色オセロ。ドクロが四色、桜が一色で戦うのだがルール上に明らかな欠陥があるため桜は一度も勝利したことがない。
ゲルニカ☆スゴロク
作者不明。教室後方のロッカーにいつの頃からか置かれていた手作りボードゲーム。マスを進み「カードチャンス」のマスに止まれば、付属のカードに書かれた行動を忠実に再現しなければならない。隣の人に歯磨き粉を食べさせるなどスゴロクに関係ない命令も多々存在する。
ほういちでゴー
耳以外ならばどこにでも好きな文字を書いてよいドクロ考案のゲーム。この時、「天使の憂鬱」状態であったドクロはそのままお医者さんごっこに移行してしまった。
木工ボン道
「規定演技（テクニカル）」と「自由演技（フリー）」の2種類を極めることで切り開かれる道。木工ボンドに別の物質や絵の具などを混ぜることは「ミキシング」と呼ばれるタブーである。桜はこのルールを破ってしまうのだが木工ボンドの精霊「モコ」によって助けられる。
市内四校合同 文武両道競技会（ルネッサンス）
「ミケランジェロ中学」「サルバドール・ダリ中学」「シャガール中学」「聖ゲルニカ学園」合同で行なう競技大会。その規模は「すっごく大きな体育祭と文化祭を足して4をかけたみたいなもの」らしい。運動部も文化部も互いに競い合う。感動すれば「ルネッサンス！」（この文化祭で言うブラボーなどと同意の感嘆詞）と叫び、その部活動を見学・体験すればスタンプがもらえる。正式名称はもっと長いらしい。
輝け第一回、熟れ熟れパイナップル争奪・水中たまとり大会in沖縄
沖縄に来ていた桜達が偶然流れてきたパイナップルを食べる権利を得るために開催された大会。水に投げられたボールを先にスタート地点へ持って帰ってきたチームが勝ち。すべて一回勝負で、一番成績のいいチームが勝者となる。「Aチーム、ドクロちゃんと桜くん」「Bチーム、宮本とちえりちゃん」「Cチーム、サバトちゃんと南さん」によって行なわれるがドクロが投げたボールが行方不明となったので無効となった。
食べ物しりとり
食べ物の名前限定で行なうしりとり。ドクロと登校中にたまに行なう。
写生大会
「聖ゲルニカ学園」恒例行事。「グロリアス川」上流・「チグリス・ユーフラテス自然公園」にて行なわれるスケッチ大会。
学級新聞コンクール
「かさぶた通信」によって告知される生徒達だけで街で取材や調査を行い、一日がかりで新聞を作り上げる学校行事。昨年度は桜のクラスが学級新聞最優秀賞を受賞し、さらにベストレポート賞も手に入れた。今年度の最優秀賞は桜以外のクラスメイト達の協力によって作り上げられた「号外 桜通信」であった。
ナツメ祭り
秋に「アルカディア商店街」によって行なわれる祭り。「メメント山」のふもとの祭祀場で「ナツメの御守り」を買うことが本来の目的。この御守りは毎年デザインが変化しひそかに集めているものも多い。屋台もフルーツポンチや射的など多く揃い、神輿まで行なう本格的な秋祭り。
ゲルニカ☆紙相撲（ペーパーファイト）
土俵に6体の紙相撲人形を置いて行なわれる紙相撲。たった一人になるまで続く「デスマッチルール」などルールも数種存在するらしい。カードゲームのように「戦略（タクティクス）カード」や「闘技（グラップル）カード」などの目の前に伏せられたカードを使うことで戦略の幅を広げることも可能。持ち駒（グラディエーター）には名前があり、桜は「桜ノ海」と「鬼桜」、ドクロは「天使竜」、南は「トリスタン」（姿は甲冑に身を包んだ騎士）、田辺は安定性を重視した「欧羅巴（ヨーロッパ）」（桜はこれをずっと「おうらともえ」と呼んでいた）、光の桜は「極刑丸」と新作の持ち駒、宮本は機動性に優れた「坂東武者」を持っている。
輝け第一回、ドキドキ★どっちが本当の桜くんか ゲームin昼休み
光の桜出現により急遽開催された大会。「本当の桜くんなら知っている思い出」を質問し、正確に答えることのできた人物を本物と認定するルール。制限時間は昼休み終了まで。最終的に第7問まで出題された。出題者は田辺・西田・南・サバト・ザンス・ドクロ・静希。

## 施設など
聖ゲルニカ学園
桜たちが通う中学校。
名称は語呂でつけられた（DVDコメンタリ内での水島とおかゆの会話から）。
ミケランジェロ中学
ミケランジェロ高校

サルバドール・ダリ中学

シャガール中学

ラーマヤーナ幼稚園

アルカディア商店街
作中に登場するほとんどの店が集結している商店街。
「久良木屋酒店」・「マリーアントワネット」・「ハッブル・バッティングセンター」・「バスコ＝ダ＝バーガー」など多種多様の店がある。

ラニーニャ用水

チグリス・ユーフラテス自然公園

マチュ・ピチュ自然公園

アバランチ公園

グロリアス川

メメント山

東京マヨネーズ・キングダム
ディズニーランドを髣髴とさせる巨大遊園地。埼玉にあるのだが東京と名がつく。
ナウ・ヤング国立美術館

## 登場アイテム一覧

### 書籍など
一人交換日記
桜と静希になりきった桜によって書かれる妄想交換日記。その存在は今まで隠されたものだったがドクロ出現により両親、クラスメイトにも存在が露見され、さらに園児達にも読み聞かせられてしまう。
フランダースの犬奴隷
ドクロが桜に読み聞かせた絵本。普通の犬ではないパトラッシュが登場する。いうまでも無くフランダースの犬のパロディーである。この本の影響からか、臓物丸が飼い主のもとに戻り悲しんだドクロのために桜は首輪をつけていた。
男の子と女の子、からだの秘密
ドクロがお気に入りの図書室に置かれている保健体育関係の参考書。読めない字など（しかも海綿体や前立腺など恥ずかしい単語）をなぜかちえりに聞いてしまうため、桜や宮本は困っている。
びんかんサラリーマン
「月刊トランキライザー」に連載されるドクロの愛読書の漫画及び関連小説。原作はおかゆまさきでイラストはなし。漫画本は一冊2200円という高額。ノベル版には「びんかんサラリーマン ザ・ノベル 応答せよ！びんかんサラリーマン」などが存在し、ドクロちゃんの読書感想文に感想を書かれた。桜曰く「読者層がわからない」らしい。ドクロによって国語の教科書に偽装された。アニメ化も実写ドラマ化もされていないのだが映画化はされている（『ニューシネマパラダイスだよ!ドクロちゃん!』にて上映された）。ソーセージとメディアミックスし「びんかんサラリーマン・ソーセージ」が発売されている。また、「びんかんサラリーマン・お風呂セット」という玩具も存在している。
にほん妖怪大全
ドクロとザクロ姉妹が怯える妖怪「われめ姫」が掲載される妖怪事典。桜はその隣に掲載されている「サザエ鬼」のほうが怖い。
ルルティエ便り・ルルティエ通信
定期的に天使へと配布されるお便り。ルルティエの最近の動向・お悩み相談・フリーマーケットの開催などが掲載されている。編集長が変わったことでルルティエ通信へと名前も変更、新連載の四コマ漫画「ゴッドちゃん」が人気。
月刊 はじめての木工ボン道
「木工ボン道」を究めるための様々な作品（例 バード・スプライ飛）などの写真やこだわりノズル百選などの特集が盛り込まれた月刊誌。Q&Aコーナーにはミキシングを行なった人物を救う方法が書かれている。
桜白書
ルルティエの議長、バベルに届けられる報告書。神域に踏み込む可能性のある桜を調査した結果が書かれているはずなのだが、これを書いているのはザンスであり、変態的な虚構で書き記されている。
マヨネイ・サーガ
本編6巻の半数以上を占めた物語の書かれた小学生版の小説。ドラゴンクエストシリーズの物語を髣髴とさせる世界観で、桜が感情移入しすぎたため、登場人物のほとんどが知人に酷似している。
物語の概要は、黒竜にさらわれたシズキ姫を勇者サクラ・戦士ミヤモト・魔法使いミナミ・僧侶ドクロが助けに行くというものであるが、物語の最後はドクロに読み聞かされていた桜が仰天する結末があった。

### 魔法アイテム
天使が持つアイテムの一覧。見た目はほとんど現代にあるものだが、能力はそれぞれ異なる。また、バベルだけが持つ黒七星という7つの究極アイテムも存在する。
撲殺バット エスカリボルグ
ドクロが持つ魔法アイテム。無数の乱杭歯付きのニッケル合金製バット。重量はおよそ2トンだがドクロは利き手ではない手で振り回す。また、これを使うことで撲殺された人物を再生することができる。
殺人濡れタオル エッケルザクス
ザクロが持つ魔法アイテム。見た目はただの濡れたオレンジ色のタオル。自由自在に操ることが可能で、対象を縛ったり天井に吊るしたりする。ザンス曰く「敵をも優しく包み込む究極の魔法アイテム」。しかしザクロは普通のタオルをエッケルザクスと間違うなど見分けがついていない模様。
超電磁スタンロッド ドゥリンダルテ
サバトが持つ魔法アイテム。スイッチ一つで100万ボルトの電流を流しシロナガスクジラも黒焦げになるらしいが、まともに発動したことは無くたいてい漏電する。最近は桜を狙うことがなくなったため使用頻度が激減している。
封獄聖堂 ルルネルグ
バベルが持つ魔法アイテムで、「黒七星」の一つ。外見はオルゴール型の小箱だが、対象を追尾し、中に捕らえる。中は広い空間になっており五つのレバーがあるのだが脱出には関係ない。囚われれば鍵なしに脱出不可能。
紅悦夢殿 ナコトケブル
バベルが持つ魔法アイテムで、「黒七星」の一つ。外見はただの和布団。使用者を「強制安眠」へと誘い、疲れと悩みを消し去るという究極の癒しアイテムで、さらに使用者の望む夢を見せてくれるという代物。その威力は桜曰く「怖い」。ただし最初はバベルがそばにいないと機能しない欠点がある。
練磨天枢 アルターボリア
バベルが持つ魔法アイテムで、「黒七星」の一つ。外見はルルネルグを白くしたような外見で、ルルネルグとおなじく広い空間へとつながっているが、その空間は屋外で、透明な壁に覆われている。この中での時間は、一日でも外の世界で一瞬の出来事となる。ザンスですらこの存在のことを深く知らなかった。
ニンテンドーDS Lite ピュアホワイトに似ているらしい。
別名、「ルルネルグ ホワイト」・「ルルネルグ ピュアホワイト」。
超起動天上界 銀球庵（メギンギョルド）
バベルが持つ魔法アイテムで、「黒七星」の一つ。バベル議長がルルティエのために用いている巨大な建造物。
ポイズン蠱毒壺 ミーミング
ベノムが持つ魔法アイテム。腰にぶら下げているこの壺には、カエル・ネコ・ムカデの戦友が入っており、この毒に触れれば悲惨な目にあってしまう上、ベノムはコレに無意識に手を突っ込んでしまうため非常に危険。水で洗えば治る。
解毒浄薬 ソーマ・ルーニェ
ザンスが持つ魔法アイテム。小さい玉手箱に入れられ、開けると万能解毒剤が噴霧される。ザンスの魔法アイテムでは珍しく役に立った。
精神入れ替えハリセン ビエルガトワール
ザンスが持つ魔法アイテム。見た目はハリセン。精神が入れ替わってしまった二者の頭部を連打することで元の体に精神を戻すことができる。天使にとって「入れ替わり」は時々起こりえる現象のため、たまに使用されるらしい。
重力子放射線射出リモコン ミストルテイン
見た目はテレビやエアコンのリモコンに酷似しているが、ボタンを押せばレーザーが放たれ、あらゆるものを操ることができるというアイテム。ただし、操作が難しいらしく変な動きをしてしまうこともある。
耐无枢殻 グラストベリル
ザンスが持ち、ザクロが貸してもらった魔法アイテム。卵型の金属球で、中に入れられた「思い出の品」は、いつまでも色あせることは無い。アバランチ公園にタイムカプセルとして埋められた。
微睡弄御 ヒルドスレイフ
ザンスが持ち、ドクロが使用した魔法アイテム。対象の脊髄に直に刺し、眠りについた相手の体を自由に操ることができる畳針型のアイテム。操られている間の記憶は残らない。エルクスナウトが完全に洗脳できないのに対し、こちらは文字通り骨の髄まで洗脳できる。
枷操白昼夢 エルクスナウト
光の桜が持つ魔法アイテム。ミラーボール型でヒルドスレイフの姉妹品。ヒルドスレイフが一人までしか操れないのに対しこちらは大勢の人間の思考を誘導できる。最後は桜により破壊された。
秘剣菜箸 ヴァラスキュルブ
ゼブルが持つ魔法アイテム。50センチメートル以上の長く黒い菜箸で、浮遊する鞘の中に収納されている。矢のように放つことも剣の代用としても使える。これにつままれたものは「もう一つの唇裂（アドグラント）」という異世界の入り口に飲み込まれる。
彩色ボディアーツ ユミルガルド
ダチュラが持つ魔法アイテム。ダチュラが普段体に塗っているボディペイント。自分の意思で体を透明にし、触れているものも透明にすることもできる。
攻性有刺鉄線 大葉刈之列
ビスクが持つ魔法アイテム。目標を追ったり捕らえたりと万能な働きをする。
摘出ユビサック スキドブラドニル
桜が手に入れた魔法アイテムで、魔法アイテムの殿堂「天位十二階」に数えられる名品。能力は、あらゆる物を安全につまむことができるだけだが、刃物を捕らえる事も日本刀の切れ味をもつ天使の輪も安全に掴むことができる。ザクロ・サバト・ビスクはこれをたいそう気に入っていた。

### その他アイテム
真ピンクのジャージ
木工ボンド部専用のジャージで、校外学習の時、桜の着替えとして初めて登場した（アニメ版では黄色で前側に「ロリ」、後側に「コン」の白抜き文字が入っている物に変更されている）。
木工ボンド部専用のジャージだが桜以外の部員は1回も着ていない（というよりも、他の部員は給食着をユニフォームとして使用している）。
ジャージには様々な文字が入っており、「ジェームズ・ボンドに敬礼」「天上天下唯我木工ボンド」「欲しがりません、乾くまでは」「ボンド チェンジ ザ ワールド」「プリン・アラボンド」「ボンドガール」「苦沙華辺裟狗羅の全てを木工ボンドに捧ぐ」「そんな木工ボンドに私はなりたい」「一つ、ヒト世の木工ボンド」「白濁 for you」「木工ボン道結構平等」「塗れば白濁、乾けば美談。歩く姿は実にまろやか」とかいてある。
サッカー部の浦野に「すごい格好」と言われるなど偏見の目で見られることがしばしば。
ザンスのキャメラ他
キャノン砲を髣髴とさせるカメラ・迷彩柄のテント・双眼鏡などを中心としたザンスの盗撮用品。
カメラは実に高性能で、遠く離れた幼稚園の様子を間近で見ていると思えるほど。桜に発見されればたいてい破壊される。
ココロ入れ替え園児服 マリアクローチェ
ザンスが持つ園児服（スモック）。幼き頃に戻ることでココロが入れ替わる……と説明されたが全くの虚構であり、とどのつまりはただのサイズの大きな園児服。魔法アイテムではなく、ザンスが夜なべをして作り上げた。
ニライカナイの鍵
結晶化した虹のような光沢を持つ白い巻貝。これを手に入れると願いが叶うといわれ、南の祖父も手に入れていた。桜と南はこれを手に入れ、南はまだ願い事をしていない。
びんかんサラリーマンソーセージ
ドクロちゃんお気に入りのアニメ「びんかんサラリーマン」のキャラクター商品。食べると五感（特に触覚）が敏感になる。さらに強力なハードコアタイプもある。

## 制作背景
著者のおかゆと担当編集者の三木一馬は、高頻度で笑える要素が登場するとスピーディかつテンポの良いギャグ小説になると考えたことから「見開いたページ内に、クスリと笑えるポイントを三つは入れる」というルールを設けた。また、作中に取り入れるために考えたギャグが面白いか否か（変更するか否か）で意見が割れた際には、おかゆと担当編集者二人（三木、和田敦）の三人による多数決で決めるというルールを設けており、三木によればこうすることで作品がより面白くなるとのこと。

## 評価
文芸評論家の細谷正充は、本作を「オタクの妄想が煮詰まった挙句、自家中毒を起こしたような設定のラブコメ」と評している。

## 既刊一覧

### 小説

#### 撲殺天使ドクロちゃん
- おかゆまさき（著）・とりしも（イラスト） 『撲殺天使ドクロちゃん』 メディアワークス〈電撃文庫〉、全10巻
  1. 2003年6月25日初版発行（6月10日発売[9]）、ISBN 4-8402-2392-0
  2. 2003年10月25日初版発行（10月10日発売[10]）、ISBN 4-8402-2490-0
  3. 2004年3月25日初版発行（3月10日発売[11]）、ISBN 4-8402-2637-7
  4. 2004年9月25日初版発行（9月10日発売[12]）、ISBN 4-8402-2784-5
  5. 2005年3月25日初版発行（3月10日発売[13]）、ISBN 4-8402-2994-5
  6. 2005年9月25日初版発行（9月10日発売[14]）、ISBN 4-8402-3143-5
  7. 2006年3月25日初版発行（3月10日発売[15]）、ISBN 4-8402-3343-8
  8. 2006年9月25日初版発行（9月10日発売[16]）、ISBN 4-8402-3548-1
  9. 2007年3月25日初版発行（3月10日発売[17]）、ISBN 978-4-8402-3756-7
  10. 2007年10月25日初版発行（10月10日発売[18]）、ISBN 978-4-8402-4030-7

#### 撲殺天使ドクロちゃんです
- 『撲殺天使ドクロちゃんです』、2006年6月25日初版発行（6月10日発売[19]）、ISBN 4-8402-3443-4

7巻の次に発売されたトリビュート小説。電撃文庫第一線で活躍する多くの作家がオムニバス形式で参加した。
タイトル末尾の「です」は「Directors Special（ディレクターズ・スペシャル）」の略称、副詞形の「 - です」、英語で死を意味する名詞「Death」の意味がある。内容は、ドクロちゃん過去作品の前後だけを抜き出したものの間を埋める形で話が繋がるように、各作家が思い思いのストーリー展開を考える、と言った内容。作家によっては文体や表現、キャラの性格などが原作とは大きくかけ離れている。
文章
おかゆまさき・水島努・谷川流・築地俊彦・時雨沢恵一・高橋弥七郎・ハセガワケイスケ・成田良悟・鎌池和馬
イラスト
とりしも・CLAMP・氷川へきる・駒都えーじ・いとうのいぢ・渡辺明夫・しゃあ・若月神無

### 漫画

#### 撲殺天使ドクロちゃん
『月刊電撃コミックガオ!』（2004年10月号 - 2006年8月号）連載。
- おかゆまさき（原作）・桜瀬みつな（作画） 『撲殺天使ドクロちゃん』 メディアワークス〈電撃文庫〉、全3巻
  1. 2005年3月26日発売[20]、ISBN 4-8402-3016-1
  2. 2005年9月27日発売[21]、ISBN 4-8402-3196-6
  3. 2006年3月27日発売[22]、ISBN 4-8402-3421-3

#### 撲殺天使ドクロちゃん りぴる
『電撃「マ）王』（2006年12月号 - 2008年12月号）連載。原作はおかゆまさきチーム（おかゆと作画原案制作者との共同名義）。
- おかゆまさきチーム（原作）・桐野霞（作画） 『撲殺天使ドクロちゃん りぴる』 メディアワークス〈電撃文庫〉、全3巻
  1. 2007年8月27日発売[23]、ISBN 978-4-8402-4015-4
  2. 2008年2月27日発売[24]、ISBN 978-4-8402-4225-7
  3. 2008年12月17日発売[25]、ISBN 978-4-04-867322-8

#### ぼくたちのみなみさん ぼくたちのみなみさん2
『電撃hp』（Vol.44 - Vol.50）連載、2は『電撃文庫MAGAZINE』（プロローグ2 - Vol.54）連載。著者であるとりしもの逝去により絶筆となった。南さん、田辺さんと桜を中心としたスピンオフ4コマ漫画であり、ドクロを初めとしたルルティエに関係する要素は一切登場しない。

## アニメ
邪道魔法少女シリーズの2作目。情報番組『アニメTV』で先行放送され、直後にオリジナルビデオアニメ（OVA）として発売。放送版は撲殺シーンなど過激な描写が修正されている。このシリーズの恒例として、エンディング以降がカットされ、本編の最後に「高速スクロール」版のスタッフロールがスーパーインポーズされている。
2005年 - 2006年にかけ全4巻8話の第1期シリーズ撲殺天使ドクロちゃんが発売。
2007年から全2巻4話の第2期シリーズ「撲殺天使ドクロちゃん2（セカンド）」（略称DS）が発売。
オープニングテーマは中毒電波ソングとして人気を博した。また、2024年秋頃からもインターネット上で再流行を見せている。
第1期のエンディングのスタッフロールでは「水島 努（A型）」のように、スタッフ全員（団体は除く）の血液型・出身地・星座何れかを併記している（何も無いものを含め4種類の書式がある）。

### スタッフ
- 原作 - おかゆまさき[4]
- キャラクター原案 - とりしも[4]
- 監督・脚本 - 水島努[4]
- キャラクターデザイン - 古賀誠[4]
- 美術監督 - 西川淳一郎（第1期）[4]→吉川洋史（第2期）
- 色彩設計 - 川上善美[4]
- 撮影監督 - 中山敦史（第1期）[4]→森本由美子（第2期）
- 編集 - 西山茂（第1期）[4]→坪根健太郎（第2期）
- ビデオ編集 - IMAGICA
- 音響監督 - 岩浪美和[4]
- 音楽 - あきづきかおる[4]
- 音楽プロデューサー - 川瀬朗[4]
- 音響効果 - 武藤晶子（サウンドボックス）
- 制作プロデューサー - 皆川護（第1期）→漆山淳（第2期）
- プロデューサー - 川瀬浩平[4]、伊平崇耶[4]、三木一馬[4]、和田敦[4]
- アニメーション制作 - ハルフィルムメーカー[4]
- 製作 - 木工ボンド部（ジェネオンエンタテインメント、東芝エンタテインメント（第1期）→ショウゲート（第2期）、メディアワークス）

### 主題歌
第1期
オープニングテーマ「撲殺天使ドクロちゃん」
作詞 - 水島努 / 作曲・編曲 - 高木隆次 / 歌 - ドクロちゃん（千葉紗子）
エンディングテーマ「SURVIVE」
作詞 - 枯堂夏子 / 作曲・編曲 - あきづきかおる / 歌 - ドクロちゃん（千葉紗子）

第2期
オープニングテーマ「撲殺天使ドクロちゃん2007」
作詞 - 水島努 / 作曲・編曲 - 高木隆次 / 歌 - ドクロちゃん（千葉紗子）
エンディングテーマ「撲殺音頭でドクロちゃん」
作詞 - おかゆまさき / 作曲 - 水島努 / 編曲 - 高木隆次 / 歌 - ドクロちゃん（千葉紗子）
挿入歌「びんかんサラリーマンのうた」（第1話・第4話）
作詞 - おかゆまさき / 作曲・編曲 - 高木隆次 / 歌 - 敏感一郎（岩田光央）

### 各話リスト
| 話数  | サブタイトル                                | コンテ   | 演出     | 作画監督              | 放送日         |       |
| 第1期 | 第1期                                       | 第1期    | 第1期    | 第1期                 | 第1期          | 第1期 |
| ----- | ------------------------------------------- | -------- | -------- | --------------------- | -------------- | ----- |
| 1     | 撲殺天使だよ! ドクロちゃん!                 | 水島努   | 水島努   | 谷口淳一郎            | 2005年3月25日  |       |
| 2     | 未来からの刺客だよ! ドクロちゃん!           | 水島努   | 水島努   | 谷口淳一郎            | 2005年3月25日  |       |
| 3     | 恋のキューピットだよ! ドクロちゃん!         | 常磐一郎 | 常磐一郎 | 山内尚樹              | 2005年5月25日  |       |
| 4     | ニューシネマパラダイスだよ! ドクロちゃん!   | 常磐一郎 | 常磐一郎 | 山内尚樹              | 2005年5月25日  |       |
| 5     | 林間学校だよ! ドクロちゃん!                 | 寺東克己 | 高橋順   | 増田誠治 古賀誠（総） | 2005年7月22日  |       |
| 6     | 肝だめしだよ! ドクロちゃん!                 | 高橋順   | 高橋順   | 山内尚樹 古賀誠（総） | 2005年7月22日  |       |
| 7     | ザクロちゃんだよ! ドクロちゃん!             | 水島努   | 水島努   | 谷口淳一郎            | 2005年9月22日  |       |
| 8     | さようならだよ! ドクロちゃん!               | 水島努   | 水島努   | 谷口淳一郎            | 2005年9月22日  |       |
| 第2期 |                                             |          |          |                       |                |       |
| 1     | しゃせい大会だよ! ドクロちゃん!             | 水島努   | 水島努   | 山内尚樹              | 2007年8月24日  |       |
| 2     | ぶくぶくごしごし大作戦だよ! ドクロちゃん!   | 水島努   | 水島努   | 羽生貴之              | 2007年8月24日  |       |
| 3     | 事件は密室で起こるよ! ドクロちゃん!         | 山本寛   | 山本寛   | 三間カケル            | 2007年11月21日 |       |
| 4     | バレンタインデー・キッスだよ! ドクロちゃん! | 常磐一郎 | 水島努   | 山内尚樹              | 2007年11月21日 |       |

### インターネットラジオ
- びん・かん ドクロちゃんねる：アニメ版「撲殺天使ドクロちゃん」のプロモーション番組
- びん・かん ドクロちゃんねるファイヤー：アニメ版「撲殺天使ドクロちゃん2」のプロモーション番組

## メディアミックス

### ドラマCD
- 撲殺天使ドクロちゃん ドラマCD MNCA-9008 （声優がアニメ版とは違うバージョン） 2004年12月25日発売
- 撲殺天使ドクロちゃん ドラマCDだよ! ドクロちゃん GNCA-1048（アニメ版と同じ声優のバージョン） 2005年6月24日発売

### ゲーム
ゲームになったよ！ドクロちゃん〜健康診断大作戦〜
2005年11月10日にPlayStation 2用ソフトとしてアイディアファクトリーより発売されたアドベンチャーゲーム。限定版あり。
CEROレーティングは18歳以上対象（現レーティングD 17歳以上対象）。
オリジナルキャラのベノムが登場する。
SCEの規定で、タイトルに「撲殺」が使えないため、このタイトルになった。
ファミ通の40点満点のクロスレビューでは26点。
電撃学園RPG Cross of Venus
2009年3月19日にニンテンドーDS用ソフトとしてアスキー・メディアワークスより発売されたアクションRPG。
電撃文庫15周年記念作品。電撃文庫作品から登場人物や舞台が登場し、主要参加となるのが本作を含めた8作品。